# Landsregering van Noordrijn-Westfalen
De Landsregering van Noordrijn-Westfalen (Duits: Landesregierung von Nordrhein-Westfalen) is het hoogste en leidinggevende orgaan van de uitvoerende macht van de Duitse deelstaat Noordrijn-Westfalen. De Landsregering wordt geregeld in hoofdstuk 2 van het derde deel van de grondwet.
De Landsregering zetelt in Düsseldorf en bestaat uit een minister-president en een aantal ministers. De minister-president wordt in een geheime verkiezing met een absolute meerderheid door de Landdag uit zijn midden verkozen. De overige ministers worden door de minister-president benoemd en ontslagen. Het ministerschap eindigt van rechtswege bij de samenkomst van een nieuw gekozen Landdag.
De Landsregering heeft zes (van de 69) stemmen in de Bondsraad.

## Kabinetten
| Kabinet:     | Coalitie:                                      | Van:              | Tot:              | Minister-president: |
| ------------ | ---------------------------------------------- | ----------------- | ----------------- | ------------------- |
| Amelunxen I  | SPD, KPD, Zentrum, FDP (tot 10 september 1946) | 29 augustus 1946  | 5 december 1956   | Rudolf Amelunxen    |
| Amelunxen II | CDU, SPD, Zentrum, KPD                         | 5 december 1946   | 17 juni 1947      | Rudolf Amelunxen    |
| Arnold I     | CDU, SPD, Zentrum, KPD (tot 5 april 1948)      | 17 juni 1947      | 1 augustus 1950   | Karl Arnold         |
| Arnold II    | CDU, Zentrum (vanaf 15 september 1950)         | 1 augustus 1950   | 27 juli 1954      | Karl Arnold         |
| Arnold III   | CDU, FDP, Zentrum                              | 27 juli 1954      | 28 februari 1956  | Karl Arnold         |
| Steinhoff    | SPD, FDP, Zentrum                              | 28 februari 1956  | 24 juli 1958      | Fritz Steinhoff     |
| Meyers I     | CDU                                            | 24 juli 1958      | 26 juli 1962      | Franz Meyers        |
| Meyers II    | CDU, FDP                                       | 26 juli 1962      | 26 juli 1966      | Franz Meyers        |
| Meyers III   | CDU, FDP                                       | 26 juli 1966      | 8 december 1966   | Franz Meyers        |
| Kühn I       | SPD, FDP                                       | 8 december 1966   | 28 juli 1970      | Heinz Kühn          |
| Kühn II      | SPD, FDP                                       | 28 juli 1970      | 4 juni 1975       | Heinz Kühn          |
| Kühn III     | SPD, FDP                                       | 4 juni 1975       | 20 september 1978 | Heinz Kühn          |
| Rau I        | SPD, FDP                                       | 20 september 1978 | 4 juni 1980       | Johannes Rau        |
| Rau II       | SPD                                            | 4 juni 1980       | 5 juni 1985       | Johannes Rau        |
| Rau III      | SPD                                            | 5 juni 1985       | 12 juni 1990      | Johannes Rau        |
| Rau IV       | SPD                                            | 12 juni 1990      | 17 juli 1995      | Johannes Rau        |
| Rau V        | SPD, B’90/Grüne                                | 17 juli 1995      | 9 juni 1998       | Johannes Rau        |
| Clement I    | SPD, B’90/Grüne                                | 9 juni 1998       | 27 juni 2000      | Wolfgang Clement    |
| Clement II   | SPD, B’90/Grüne                                | 27 juni 2000      | 12 november 2002  | Wolfgang Clement    |
| Steinbrück   | SPD, B’90/Grüne                                | 12 november 2002  | 24 juni 2005      | Peer Steinbrück     |
| Rüttgers     | CDU, FDP                                       | 24 juni 2005      | 15 juli 2010      | Jürgen Rüttgers     |
| Kraft I      | SPD, B’90/Grüne                                | 15 juli 2010      | 21 juni 2012      | Hannelore Kraft     |
| Kraft II     | SPD, B’90/Grüne                                | 21 juni 2012      | 30 juni 2017      | Hannelore Kraft     |
| Laschet      | CDU, FDP                                       | 30 juni 2017      | 27 oktober 2021   | Armin Laschet       |
| Wüst I       | CDU, FDP                                       | 27 oktober 2021   | 29 juni 2022      | Hendrik Wüst        |
| Wüst II      | CDU, B’90/Grüne                                | 29 juni 2022      | huidig            | Hendrik Wüst        |